# Vernois-sur-Mance
Vernois-sur-Mance ist eine Gemeinde im französischen Département Haute-Saône in der Region Bourgogne-Franche-Comté.

## Geographie
Vernois-sur-Mance liegt auf einer Höhe von 230 m über dem Meeresspiegel, vier Kilometer nordnordöstlich von Vitrey-sur-Mance und etwa 37 Kilometer nordwestlich der Stadt Vesoul (Luftlinie). Das Dorf erstreckt sich im äußersten Nordwesten des Départements, am nördlichen Talrand der Mance, am Fuß der Mieillères in den östlichen Ausläufern des Plateaus von Langres.
Die Fläche des 8,03 km² großen Gemeindegebiets umfasst einen Abschnitt des Plateaus von Langres westlich des oberen Saônetals. Die südliche Grenze verläuft teilweise entlang der Mance, welche hier durch eine rund zwei Kilometer breite Alluvialniederung nach Osten fließt. Die Talaue liegt durchschnittlich auf 225 m und wird überwiegend landwirtschaftlich genutzt. Vom Flusslauf erstreckt sich das Gemeindeareal nordwärts über die Talaue und einen rund 100 m hohen Steilhang bis auf das angrenzende Hochplateau, das eine mittlere Höhe von 340 m erreicht. Es wird durch verschiedene Erosionstäler untergliedert und ist teils mit Acker- und Wiesland, teils mit Wald bestanden. Westlich von Vernois befindet sich der plateauartige Vorsprung von Les Mieillères (320 m). Nach Norden reicht das Areal bis an den Rand des Bois de Neuvelle. Mit 374 m wird auf dieser Hochfläche die höchste Erhebung von Vernois-sur-Mance erreicht. Mit einem schmalen Streifen erstreckt sich der Gemeindeboden südlich der Mance in das Erosionstälchen des Ruisseau de la Perche und auf die Hochfläche von Gircourt (bis 311 m). In geologisch-tektonischer Hinsicht besteht das Gelände aus einer Wechsellagerung von sandig-mergeligen und kalkigen Sedimenten, die zur Hauptsache während der Lias (Unterjura) abgelagert wurden.
Nachbargemeinden von Vernois-sur-Mance sind Voisey und Neuvelle-lès-Voisey im Norden, Rosières-sur-Mance im Osten, Vitrey-sur-Mance im Süden sowie Betoncourt-sur-Mance im Westen.

## Geschichte
Im Mittelalter gehörte Vernois zur Freigrafschaft Burgund und darin zum Gebiet des Bailliage d’Amont. Die lokale Herrschaft hatten die Herren von La Rochelle inne. Diese überließen 1149 dem Kloster Cherlieu die Gehöfte Bichecourt und Gircourt als Grangien. Im 14. Jahrhundert kam das gesamte Dorf in den Besitz des Klosters und verblieb in dessen Abhängigkeit bis zur Französischen Revolution im Jahr 1789. Zusammen mit der Franche-Comté gelangte Vernois mit dem Frieden von Nimwegen 1678 definitiv an Frankreich. Mit der Eröffnung der Bahnlinie von Vesoul nach Langres wurde der Ort 1858 an das französische Eisenbahnnetz angeschlossen. Heute ist Vernois-sur-Mance Mitglied des 17 Ortschaften umfassenden Gemeindeverbandes Communauté de communes du Pays Jusséen.

## Sehenswürdigkeiten

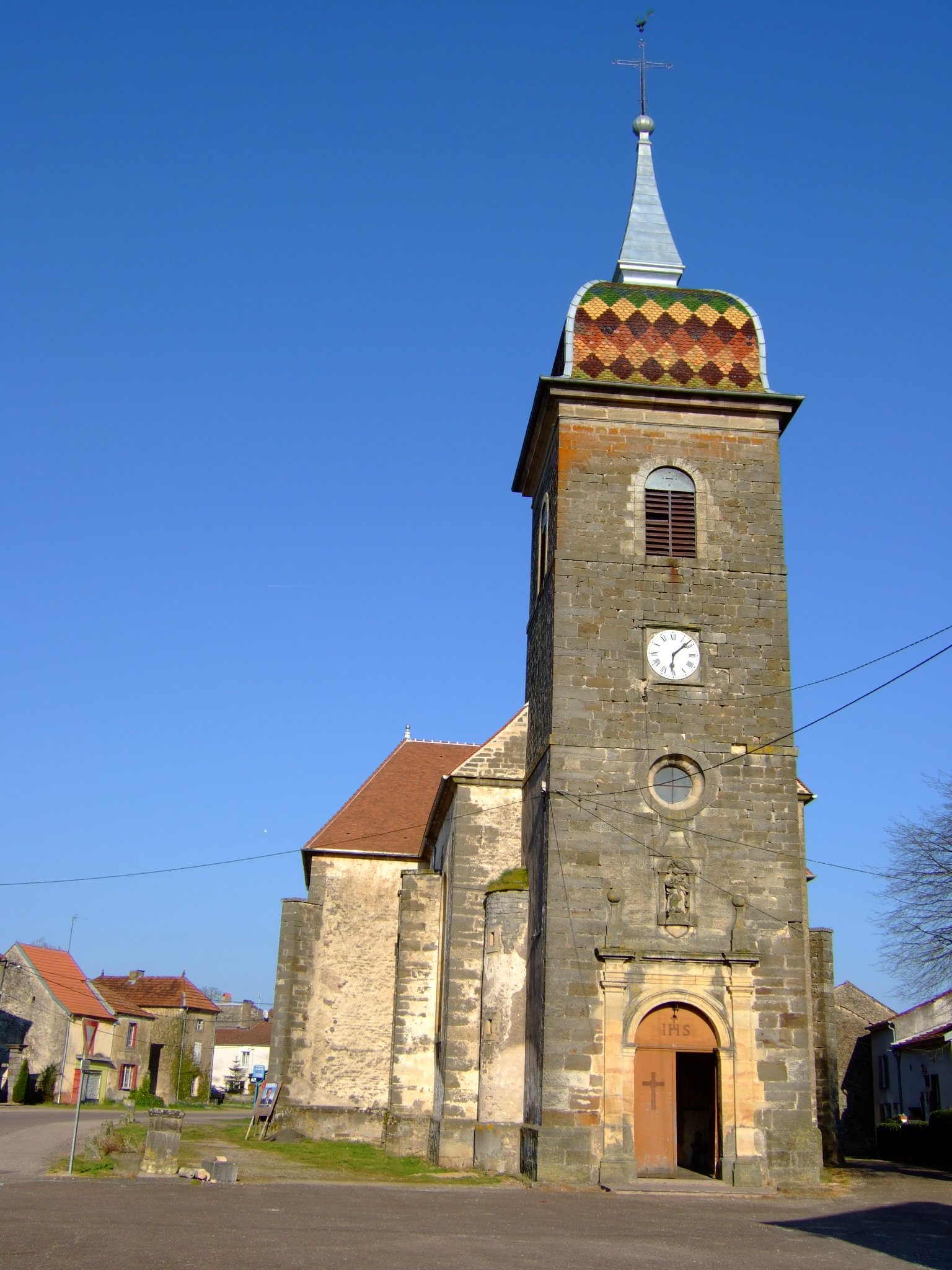
Kirche Notre-Dame de la Nativité

Die Kirche Notre-Dame de la Nativité wurde 1733 in klassischen Stil erbaut und besitzt einen Glockenturm im Imperialstil. Zur Innenausstattung gehört reiches Mobiliar aus der Erbauungszeit. Vor der Kirche stehen zwei mehrhundertjährige Linden. Auf dem Kirchplatz befindet sich ein Rundbrunnen (18. Jahrhundert) mit einem kleinen Portikus in einem der Antike nachempfundenen Stil.

## Bevölkerung
| Jahr                       | 1962 | 1968 | 1975 | 1982 | 1990 | 1999 | 2006 |
| Einwohner                  | 324  | 266  | 221  | 199  | 180  | 166  | 179  |
| Quellen: Cassini und INSEE |      |      |      |      |      |      |      |

Mit 131 Einwohnern (1. Januar 2022) gehört Vernois-sur-Mance zu den kleinen Gemeinden des Département Haute-Saône. Nachdem die Einwohnerzahl in der ersten Hälfte des 20. Jahrhunderts deutlich abgenommen hatte (1881 wurden noch 592 Personen gezählt), wurden seit Beginn der 1990er Jahre nur noch geringe Schwankungen verzeichnet.

## Wirtschaft und Infrastruktur
Vernois-sur-Mance war bis weit ins 20. Jahrhundert hinein ein vorwiegend durch die Landwirtschaft (Ackerbau, Obstbau, Weinbau und Viehzucht) geprägtes Dorf. Heute gibt es einige Betriebe des lokalen Kleingewerbes. In den letzten Jahrzehnten hat sich das Dorf zu einer Wohngemeinde gewandelt. Viele Erwerbstätige sind deshalb Wegpendler, die in den größeren Ortschaften der Umgebung ihrer Arbeit nachgehen.
Der Ort liegt abseits der größeren Durchgangsachsen an einer Departementsstraße, die von Vitrey-sur-Mance nach Blondefontaine führt. Weitere Straßenverbindungen bestehen mit Rosières-sur-Mance, Betoncourt-sur-Mance und Vaux-la-Douce. Der Bahnhof wurde mittlerweile stillgelegt.